# Skejten
Skejten ligger på det sydøstlige Lolland mellem landsbyerne Nagelsti og Kettinge i tilknytning til herregården Fuglsang. Det er et naturreservat af national betydning. Kunstnere har gennem mere end 100 år holdt til på stedet og Folketingets store forsamlingssal er i bagenden udsmykket med de to store, velkendte Olaf Rude malerier af Skejten. Begge malerier er udtryk for dansk impressionisme og lollandsk natur. Navnet Skejten er et udtryk for usikker, slingrende bevægelse af benene (fødderne) og hentyder i denne sammenhæng til at stedet i middelalderen er blevet brugt til hestekampe. Området har været frivillig fredet siden 1917.

## Galleri
- Naturområdet Skejten
- Fritgående køer på Skejten